# 新小岩陸橋

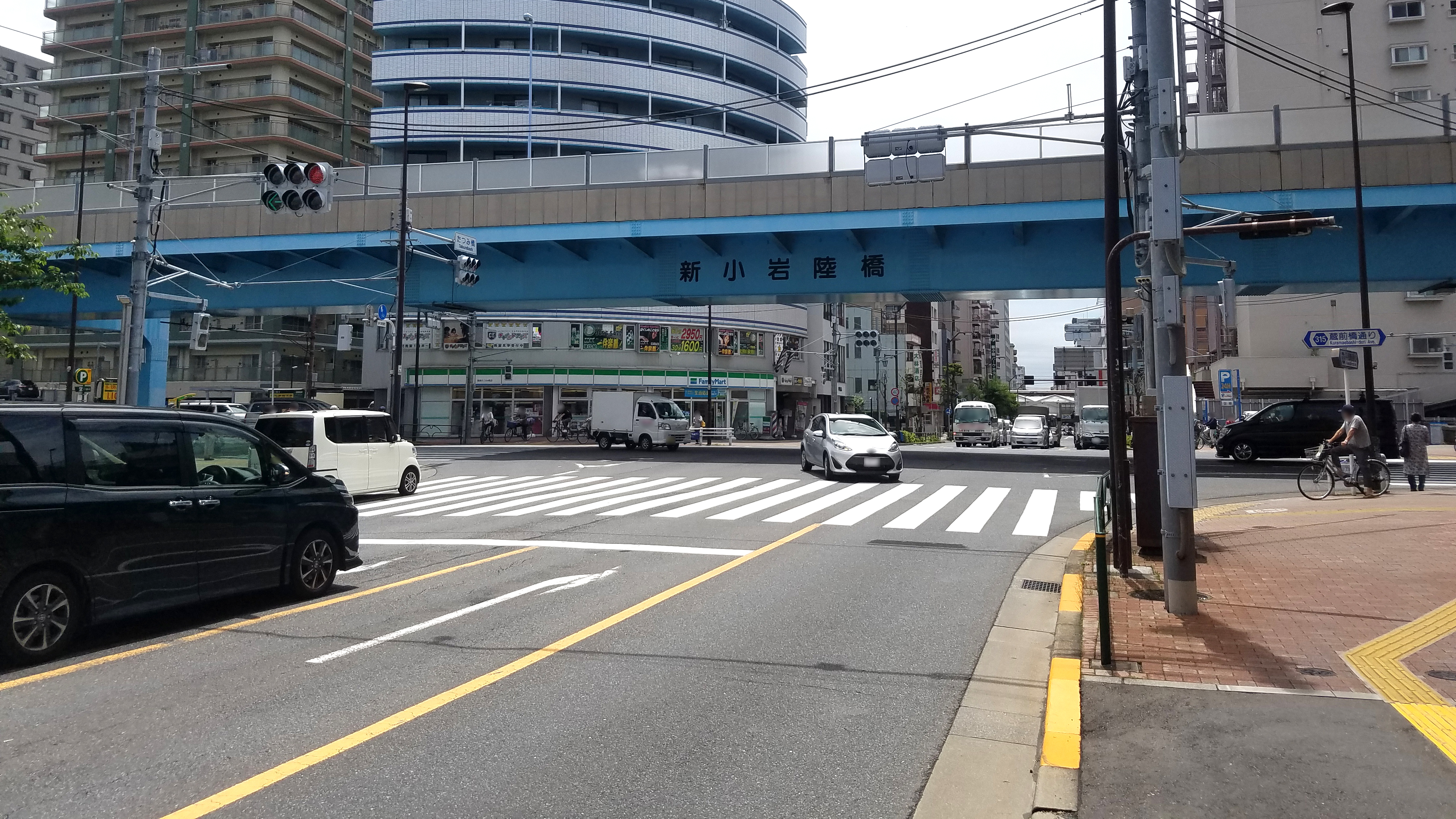
平和橋通りから見た新小岩陸橋

新小岩陸橋（しんこいわりっきょう）は、東京都道315号御徒町小岩線（蔵前橋通り）の「たつみ橋交差点」をオーバーパスする片側一車線の自動車専用跨道橋である。

## 概要
東京都心部と千葉県とを結ぶ重要な幹線道路である「蔵前橋通り」と「平和橋通り」とが交差する「たつみ橋交差点」（葛飾区西新小岩）に位置する。
「たつみ橋交差点」は朝夕の交通渋滞が慢性化しており、東京都の「スムーズ東京21-拡大作戦」の一環として立体化工事の整備を進めてきた。
立体化工事は、工期の短縮や工事中の渋滞軽減のために、発注者である東京都が初めて土木工事で設計・施工一括発注による「技術提案型総合評価落札方式」の入札を採用した。
受注した三菱重工橋梁エンジニアリング + 戸田建設JVは求められた現場日数の限度である169日よりも60日短い109日で施工する技術を提案し、それを実現した。
通常約4年かかる工期を6ヶ月で完成し、当初約40億円を見込んでいた工事費も工期の短縮で約29億円に縮減できた。
開通後、交差点付近渋滞は緩和され、短期間の施工で事業の効果を早く現実のものとしたかった東京都の期待通りになったのである。

## 歴史
- 2006年（平成18年） : 現場工事着手（準備工事等）
- 2007年（平成19年）4月 : 鋼桁製作・架設工事
- 2007年（平成19年）10月 : 陸橋部完成、10月15日23時 交通開放
- 2011年（平成23年） : 歩道・共同溝等の工事完成をもって事業完了

## 諸元
- 陸橋名 : 新小岩陸橋

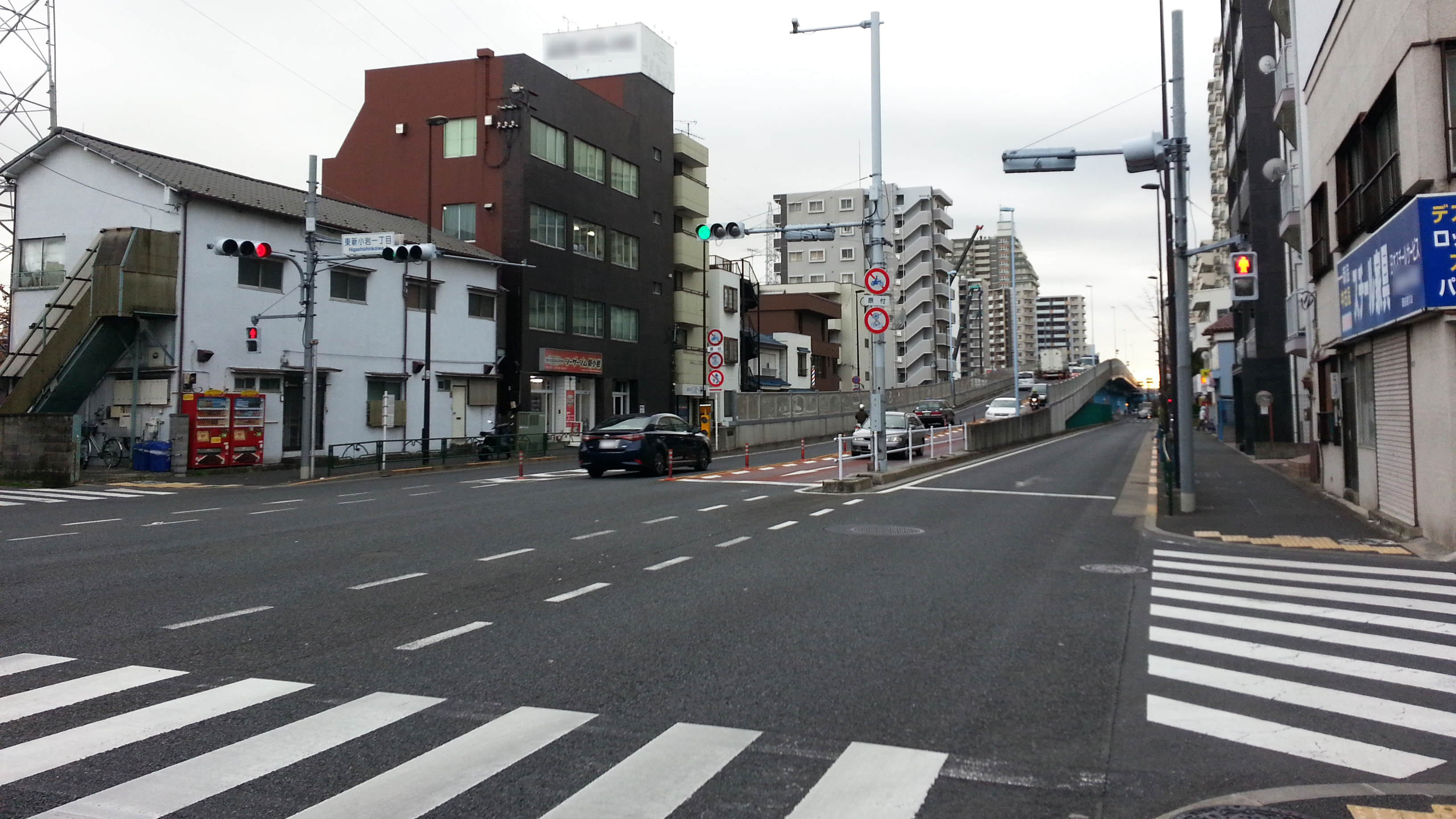
東側

- 位置 : 葛飾区西新小岩一丁目 - 東新小岩一丁目地内（蔵前橋通り）
- 延長 : 818.0m
- 幅員 : 9.0m
- 車線数 : 二車線
- 高さ : GL+8.0m
- 立体部
  - 延長 :  557.0m
  - 橋桁 : 4径間連続鋼床版1主箱桁2連続ラーメン橋
  - 橋脚
    - 単柱部 : 鋼製矩形柱 + コンクリートフーチング 1基
    - 門型部 : 鋼製矩形柱 + 鋼製フーチング 2基

  - 橋台 : コンクリート橋台
- アプローチ部
  - 東側 : 延長131.5m（U形擁壁 + L形擁壁）
  - 西側 : 延長129.5m（U形擁壁 + L形擁壁）
- 事業主体 : 東京都
- 施工 : 三菱重工橋梁エンジニアリング・戸田建設JV
- 総工費 : 28億4千万円
- 事業期間 : 平成18年度 - 平成19年度（歩道整備等の工事は平成23年度まで）

## 特徴
- 下を走る蔵前橋通りは直線であるが、陸橋は西側で緩いカーブがある。
- 東西の登り口の計4ヵ所には、地元の松上小学校と新小岩中学校の生徒が書いた橋名板がはめ込まれている。

## 陸橋完成後のたつみ橋交差点
- 新小岩陸橋の完成により、たつみ橋交差点の朝夕の交通渋滞が解消された。
- また、交差点での渋滞が解消されたことで、横断する歩行者と、右左折の車両との輻輳が緩和され通勤・通学の歩行者等の安全性が向上した。

## 課題

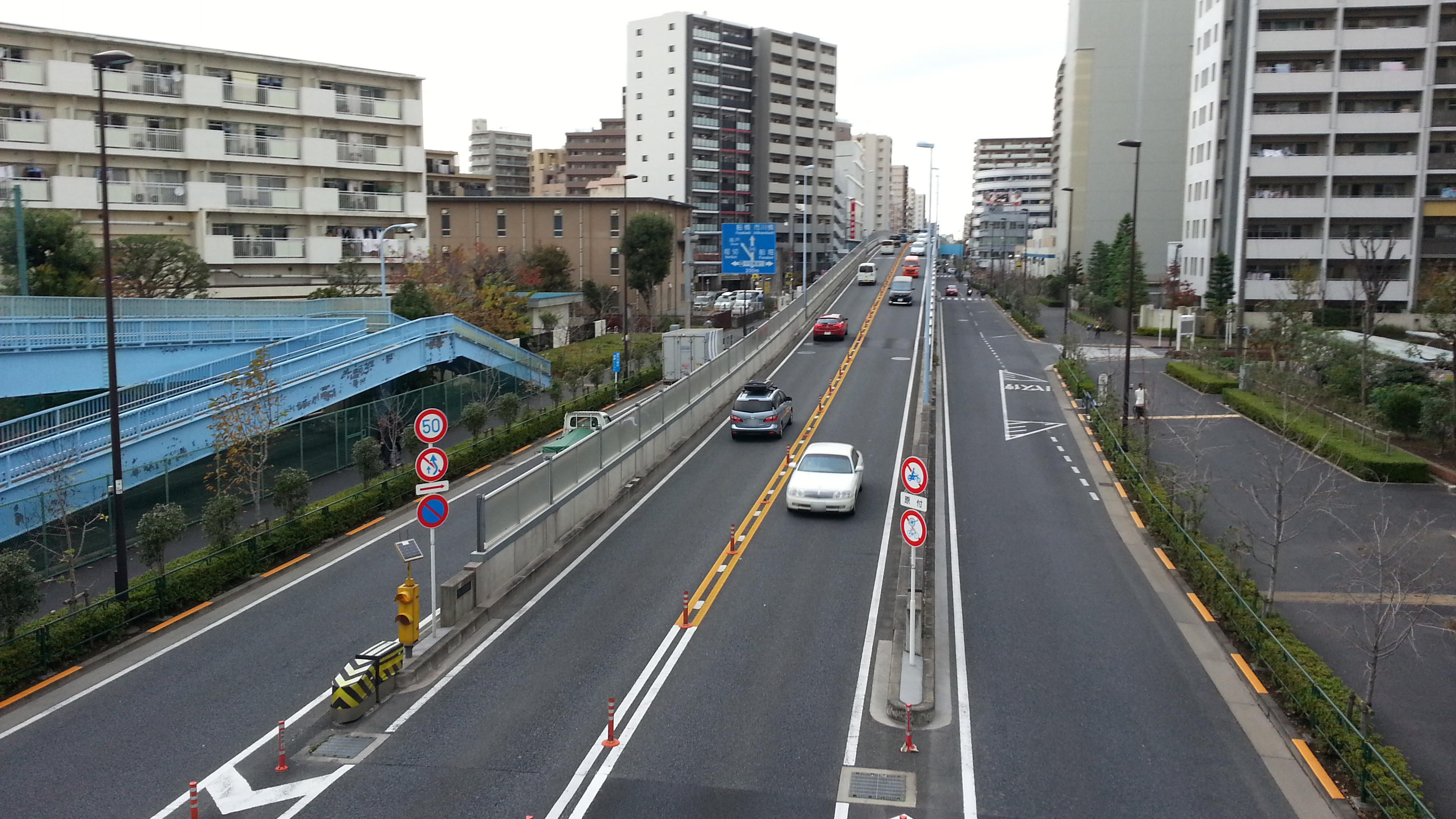
西側

- 片側一車線のため、故障車や事故が発生した場合、陸橋が通行止めになる可能性があり、たつみ橋交差点で再び渋滞が起こりやすくなる。
- 東側の登り口（上小松図書館前）の信号を境に、夕方の下り方向（東行き、千葉方面）は陸橋で渋滞が発生する。時折、渋滞を回避する車両が、下を走る蔵前橋通りを直進し千葉方面へ通り抜けていく光景もみられる。

## 交差する主な道路
- 東京都道308号千住小松川葛西沖線（平和橋通り）

## 周辺
- 新小岩駅
- 日本私立学校振興・共済事業団 総合運動場
- 葛飾区立上小松図書館
- 葛飾区立松上小学校
- 葛飾区立新小岩中学校
- 東京聖栄大学
- 新小岩公園
- 平井大橋
- 首都高速中央環状線 平井大橋出入口